# Kızılbörüklü, Mihalıçcık
Kızılbörüklü là một xã thuộc huyện Mihalıçcık, tỉnh Eskişehir, Thổ Nhĩ Kỳ. Dân số thời điểm năm 2011 là 152 người.